# Анарауд Гвалхкрун
Анарауд ап Мервин (Анарауд Гвалхкрун; валл. Anarawd ab Merfyn, Anarawd Gwalchcrwn; 650—695) — король Мэна (675—695) и король Галвидела (682—695).

## Биография
Анарауд — сын короля Галвидела Мервина Великого — в 670-х годах женился на дочери правителя Инис Манау, а после его смерти в 675 году сам стал там править. В 682 году умер его отец и он получил ещё и престол Галвидела, став, таким образом, наиболее могущественным из правителей по берегам Ирландского моря. В 695 году Анарауд умер и ему наследовал его сын Тутагуал ап Анарауд.